# Beamtenministerium (Mecklenburg-Strelitz)
Das Beamtenministerium bildete vom 21. bis 29. Februar 1928 die Landesregierung von Mecklenburg-Strelitz.
Der Landtagspräsident beauftragte am 21. Februar 1928, nachdem der Mecklenburg-Strelitzsche Landtag der Regierung Reibnitz/Heipertz das Vertrauen entzogen hatte, zwei Ministerialdirektoren mit der Fortführung der Regierungsgeschäfte. Am 29. Februar 1928 genehmigte der Landtag ihnen die Weiterführung der Regierungsgeschäfte jedoch nicht mehr.
| Amt          | Name          | Partei    |
| ------------ | ------------- | --------- |
| Abteilung I  | Erich Cordua  | parteilos |
| Abteilung II | Harry Ludewig | parteilos |